# Westhoffen
Westhoffen é uma comuna francesa na região administrativa de Grande Leste, no departamento Baixo Reno. Estende-se por uma área de 20,56 km². Em 2010 a comuna tinha 1 670 habitantes (densidade: 81,2 hab./km²).